# 桂三幸
桂 三幸（かつら さんこう、1979年7月2日 - ）は、愛媛県出身の落語家。本名 井上 幸浩。桂三輔一座に所属。吉本興業所属。出囃子は『春藤』。

## 来歴
愛媛県立松山東高等学校、愛媛大学工学部卒業。大学時代は落語研究会に属し、高座名は「寿亭うまみ」。大学3年のとき、らくさぶろうから桂三枝（後の桂文枝）の住所を渡されたことから手紙をやり取りするようになり、実際になんばグランド花月まで足を運んだりもしたが、一方で大学院への進学も考えるなど（実際に合格もしている）、進路に揺れていた。
2001年にはM-1グランプリに挑戦し2回戦まで突破するが、中川家の漫才を見て「自分には一人のほうが向いている」と感じ、一から落語の勉強をしようと決める。大学院への進学も止め、2002年7月に正式に三枝に入門した。

## 人物
高校・大学・落研の先輩であるタレントのらくさぶろうの勧めで地元愛媛でテレビのレギュラーを持っていたこともある。
大学在学中に教授として世話になったのが先輩の林家染太の父であった。
古典落語だけでなく自作の新作にも取り組んで、時事ネタ『地球に優しい父親の噺』なども披露する。またiPadを使った「iPad漫談」がある。
落語家・講談師のユニット「セブンエイト」のメンバー。同ユニット主催のイベント「7時だヨ!8人集合」に出演している。また吉本所属の男前ユニット「RUCK5」のメンバーでもある。
芸名は母子家庭に育ったために文枝から「母親を将来幸せにさせなさい」という意味で「三幸」になった、実際は当時3人同時に入門してきたため、芸名を付けるのが面倒になった文枝が本名の幸弘から一字取って名付けられたという説もある。

## 趣味・特技
- スポーツ観戦が趣味。中でもモータースポーツには目がなく、高校時代はレーシングドライバー志望だったこともある[1]。2024年現在もeスポーツでの対戦イベントや、レーシングドライバーとのトークショーなどを多くこなしている。
- 落語会で共演がきっかけでNMB48のファンになり、2012年の日本武道館で行われた総選挙にも足を運んだ。

## CM
- ほっともっと（2012年9月）師・桂文枝、兄弟弟子、桂三四郎、桂三語、桂三度のと共演。